# Catullus 16
Catullus 16 (auch Carmen 16 oder nach dem Incipit pedicabo ego vos et irrumabo) ist ein Gedicht des römischen Dichters Catull aus dem ersten Jahrhundert vor Christus, welches aufgrund seiner obszönen Sprache einen starken Nachhall erfuhr und immer wieder Gegenstand von Zensur wurde. Inhaltlich behandelt es das Verhältnis zwischen Dichter und Werk.

## Analyse und Interpretation

### Inhalt
Das im phaläkischen Vers geschriebene Gedicht behandelt das Spannungsverhältnis zwischen Dichter und seinem Werk: Zwei Männer, Marcus Furius Bibaculus und Marcus Aurelius Cotta Maximus Messallinus, läsen nach Angabe des lyrischen Ichs die Verse Catulls als verweichlicht und übertrügen das auf den Dichter selbst. Dagegen wehrt sich das lyrische Ich mittels einer äußerst obszönen Sprache und durch Androhung von sexueller Gewalt, um seine Männlichkeit zu demonstrieren.
Neben diesem Gedicht tauchen die beiden angesprochenen Männer noch in Catullus 11, 15, 21, 23, 24 und 26 auf. In dem ersten Gedicht werden die beiden als comites Catulli (etwa „Freunde Catulls“) bezeichnet.
Das Gedicht erzielt einen paradoxen Effekt, da der Dichter darin einerseits betont, er müsse keusch und fromm sein, andererseits den Adressaten im ersten und letzten Vers schwere sexuelle Misshandlungen androht.
| Vers | Lateinischer Text                       | Übersetzung                                                                 |
| ---- | --------------------------------------- | --------------------------------------------------------------------------- |
| 1    | Pēdīcābō ego vōs et irrumābō            | Ich werde euren Arsch und Mund ficken, (1)                                  |
| 2    | Aurēlī pathice et cinaede Fūrī,         | unzüchtiger, passiver Aurelius und Kinäde Furius, (1)                       |
| 3    | quī mē ex versiculīs meīs putāstis      | die wegen meiner kleinen Verse glauben,                                     |
| 4    | quod sunt molliculī, parum pudīcum.     | weil sie weichlich sind, mir mangele es an Scham. (2)                       |
| 5    | Nam castum esse decet pium poētam       | Denn es ziemt sich einem inspirierten (3) Dichter selbst, rein (4) zu sein, |
| 6    | ipsum, versiculōs nihil necesse est     | doch das muss nicht für seine Gedichte gelten.                              |
| 7    | quī tum dēnique habent salem ac lepōrem | Diese haben schließlich dann Würze und gefälligen Scherz,                   |
| 8    | Sī sint molliculī ac parum pudīcī       | wenn sie weichlich und schamlos sind                                        |
| 9    | et quod prūriat incitāre possint        | und können, was lüstern ist, erregen.                                       |
| 10   | nōn dīcō puerīs sed hīs pilōsīs         | Damit meine ich nicht Knaben erregen, sondern behaarte, steife (5) Männer,  |
| 11   | quī dūrōs nequeunt movēre lumbōs.       | die keinen mehr hochkriegen. (6)                                            |
| 12   | Vōs quod mīlia multa bāsiōrum           | Weil ihr von meinen tausend Küssen laset, (7)                               |
| 13   | lēgistis male mē marem putātis?         | glaubt ihr, ich sei weniger Mann?                                           |
| 14   | Pēdīcābō ego vōs et irrumābō.           | Ich werde euren Arsch und Mund ficken.                                      |

Anmerkungen:

### Übersetzungsschwierigkeiten
Catulls Gedicht ist aufgrund der kulturellen Differenzen und der veränderten Vorstellungen von Sexualität und Männlichkeit oftmals schwer zu übersetzen (insofern es überhaupt übersetzt wurde). Exemplarisch soll das an den ersten beiden Versen erläutert werden.
Das Wort pedico (Infinitiv pedicare; wohl von altgriechisch παιδῐκός paidĭkós „dem Kind zugehörig“) bezeichnet eine anale Penetration, die an einem Kind (meistens einem Knaben) vorgenommen wurde (siehe Päderastie); irrumo (Infinitiv irrumare; von in und ruma „Titte“) bezeichnete ursprünglich „saugen“, nahm aber später die Bedeutung von oraler Penetration an (siehe Fellatio); pathicus (von altgriechisch παθικός pathikós „sich leidend/erduldend verhaltend“) ist das Ziel einer pedicatio. Mit einem Kinäden ist ein effeminierter homosexueller Mann gemeint.
Sowohl pedicare/pedicatio als auch irrumare/irrumatio können als Invektiven verwendet werden. Michael von Albrecht hebt hervor, dass es sich bei der Drohung um eine Hyperbel handele; die pedicatio habe eine strafende und die irrumatio eine demütigende Assoziation. Mary Beard liest in den Versen Ironie heraus: Catull hebe in dem ganzen Gedicht hervor, man könne vom verweichlichten Versen nicht auf den Dichter schließen. Umgekehrt könne auch diese Drohung seine Männlichkeit nicht stärken.
Verschiedene Übersetzer haben diese beiden ersten Verse wie folgt übersetzt:
| Übersetzer           | Text |
| -------------------- | --- |
| Michael von Albrecht | EUCH VÖGELN, euch werd ich Bürzel und Schnabel stopfen, Strichvogel Aurelius und Betthüpfer Furius       |
| Fritz Graßhoff       | Ich stoße euch zu Grus und Mus, ihr fiesen Hunde, Aurelius und Furius, Halunken ihr, mit Mist am Spunde! |
| Rudolf Helm          | Will’s euch vorne und hinten schon besorgen, Wüstling Furius und Aurel, du Lüstling                      |
| Niklas Holzberg      | Ich werde euch in den Arsch ficken und in den Mund, dich, Schwuchtel Aurelius, und dich, Tunte Furius    |
| Otto Weinreich       | Hinten werd ich und oben euch verstöpseln, dich, Lustknabe Aurel, dich, Lüstling Furius                  |

## Rezeption
Besonders die Verse 5 und 6, dass man den Dichter von seinem Werk trennen müsse, erfuhren einen stärkeren Nachhall in der Antike. Ovid verteidigte sich in seinen Tristien (II 353–4) mit demselben Argument, ohne Catull jedoch zu erwähnen. Plinius der Jüngere zitierte diese Verse explizit und bezeichnete sie als „das wahreste Gesetz“ (verissimam legem), auch Martial bezieht sich explizit auf seine Verse in seinen Epigrammen, ebenso Apuleius.
Aufgrund der obszönen Sprache ist das Gedicht immer wieder im Original oder in der Übersetzung zensiert worden. Francis Warre-Cornish, der für die Catull-Ausgabe der Loeb Classical Library verantwortlich war, zensierte den ersten Vers, lässt das Gedicht ab Vers 6 abbrechen und bezeichnete es als nur „fragmentarisch“ überliefert. Für einige Zeitgenossen des viktorianischen Zeitalters schien es unvorstellbar zu sein, dass Catull solche Verse schrieb, und sie hielten sie für spätere Interpolation. Dem folgend haben einige andere Ausgaben ebenfalls die letzten acht Verse ausgelassen.
Laut dem US-amerikanische Altphilologen Donald Lateiner ist das Gedicht der früheste nachweisbare Protest gegen die „biographical fallacy“, also gegen die irrige Identifizierung des Dichters mit dem lyrischen Ich.